# Paraphryneta rubeta
Paraphryneta rubeta là một loài bọ cánh cứng trong họ Cerambycidae.